# باشویتسه
باشویتسه (به لهستانی:  Baszewice) یک روستا در لهستان است که در گمینا گرفیتسه واقع شده‌است. باشویتسه ۲۸۴ نفر جمعیت دارد.